# Кингс
Кингс (на английски: Kings) е окръг в Калифорния. Окръжният му център е град Ханфорд. Окръг Кингс се намира в Централната калифорнийска долина.

## Население
Окръг Кингс е с население от 129 461 души. (2000)

## География
Окръг Кингс е с обща площ от 3604 км2 (1391 мили2).

## История
Създаден е през 1893 г. от част от територията на окръг Тулеъри.
Името на окръга идва от река Кингс, която според дневника на Падре Муньос е открита през 1805 г. по време на изследователска експедиция и е наречена Rio de los Santos Reyes („Реката на свещените крале“).

## Градове и градчета
- Армона
- Хенфорд
- Хоум Гардън
- Кетълман Сити
- Лемор
- Лемор Стейшън
- Стратфърд